# Збройні сили Польщі
Збройні сили Республіки Польща (пол. Siły Zbrojne Rzeczypospolitej Polskiej), скор. ЗСРП або Військо Польське (пол. Wojsko Polskie) — збройні сили Республіки Польща. Діють відповідно до Стратегії національної безпеки Республіки Польща та призначені для оборони держави від зовнішньої збройної агресії, для врегулювання міжнаціональної ворожнечі, а також у різноманітних гуманітарних місіях.
Складаються із Сухопутних військ (Wojska Lądowe RP), ВМФ (Marynarka Wojenna RP), Повітряних сил (Siły Powietrzne RP) та Сил спеціального призначення (Wojska Specjalne RP). Перебувають під командуванням Міністерства національної оборони (Ministerstwo Obrony Narodowej). Станом на 2009 рік Польща займає двадцять першу позицію у світі за рівнем військових витрат, відповідно до SIPRI. Польські війська були розгорнуті в Іраку і Афганістані, 22 солдати загинули в Іраку в період вторгнення в 2003 році і виведення військ у 2008-му.
У 2022 році Польща посідала 20-те місце у світі у вимірі військових витрат та була серед дев'яти країн-членів НАТО, які підтримували свої військові витрати вищими за необхідні 2 % річного ВВП. Відповідно до Закону про оборону Вітчизни, ухваленого у відповідь на Російське вторгнення в Україну в 2022 році, Польща планує збільшити чисельність власних збройних сил до більш ніж 300 000 осіб до кінця 2023 року та збільшити вдвічі свої витрати в 2023 році, з запланованим бюдетом понад US$30 млрд.

## Історія
Див. Історія польського війська

### Походження та створення
Хроніка воєн за участю польського війська сягає 972 року. Сучасні збройні сили сягають корінням початку XX століття, але історія польських збройних сил у найширшому розумінні сягає набагато далі. Після поділів Речі Посполитої, у період від 1795 до 1918 року польські збройні формування відроджувалися декілька разів під час національних повстань, як-от Листопадове повстання 1830 року та Січневе повстання 1863 року, а під час Наполеонівських воєн були сформовані польські легіони в Італії. Конгресове Королівство Польське, бувши частиною Російської імперії з деякою мірою автономії, мало окрему польську армію в 1815—1830 роках, яка була розформована після невдалого листопадоваго повстання. Велика кількість поляків також служила у арміях держав-подільниць: Російської імперії, Австро-Угорщини та Німецької імперії.
Під час Першої світової війни Польські легіони були створені в Галичині, південній частині Польщі під Австрійською окупацією. Вони були розформовані після того, як Центральні держави відмовилися гарантувати незалежність Польщі після війни. Генерал Юзеф Галлер, командир 2-ї бригади польського легіону, перейшов на інший бік наприкінці 1917 року та через Мурманськ перевіз частину своїх вояків до Франції, де створив Блакитну армію. До неї долучилися декілька тисяч польських добровольців зі Сполучених Штатів. Вона воювала на Французькому фронті в 1917 та 1918 роках.
Польське військо було відтворене в 1918 році з вояків трьох окремих армій: Росії, Австро-Угорщини та Німеччини. На його оснащення пішло те, що залишилося після Першої світової війни. Чисельність збройних сил зросла протягом польсько-радянської війни 1920–1921 років майже до 800 000 військовиків, але потім вони були скорочені після підписання Ризького мирного договору.

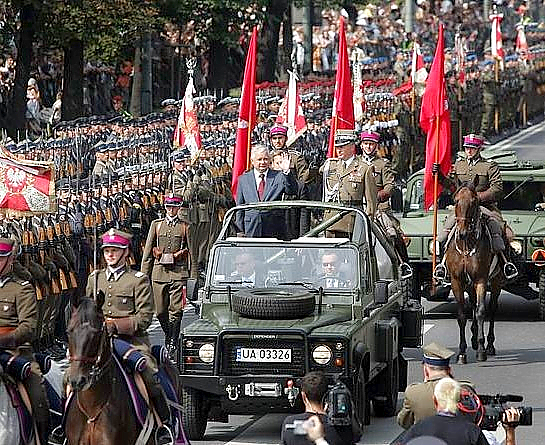
Президент Польщі оглядає військо під час параду до День збройних сил (Польща) у Варшаві, 2007

Упродовж інтербелуму відзначилися активною участю в силових заходах проти цивільного населення непольських частин Другої польської республіки, спрямованих на насильницьке впровадження політики полонізації щодо українців, білорусів і литовців, зокрема проведення «пацифікації» й «ревіндикації» та полонізаційно-відновних акцій.
У міжвоєнний період у польській армії спільно з поляками служили й українці. В 1924 р. чисельність українців у польському війську становила понад 11 %, тобто близько 20 тис. Це було вдвічі менше, ніж у 1923 році. Ця кількість зберігалася до початку Другої світової війни. У 1938 році чисельність поляків в армії становила близько 120 тисяч осіб., а українців — понад 15 тис. Українці як у 1939 р., так і в попередні роки служили переважно в піхоті та кавалерії.
З початком Другої світової війни, коли чисельність польських збройних сил становила майже мільйон осіб, 1 вересня 1939 року нацистська Німеччина вторглася до Польщі. Польські війська були розбиті німецьким наступом у вересні 1939 року, після чого 17 вересня 1939 року трапилося вторгнення військ Радянського Союзу. Деякі польські сили втекли з окупованої країни та долучилися до союзних військ, які билися на інших театрах війни, а ті, які залишилися в Польщі, розпорошилися на партизанські загони Армії Крайової та інші партизанські формування, які таємно воювали проти іноземних окупантів. Таким чином, від 1939 року було три напрямки польських збройних сил: польські формування на Заході, Армія Крайова та інші організації спротиву, які воювали проти іноземних окупантів на території Польщі, та польські формування на Сході, які пізніше стали повоєнною комуністичною Польською народною армією (LWP) в повоєнній Польщі.
До початку падіння комунізму в Європі престиж війська за часів комуністичного правління постійно знижувався, оскільки воно використовувалося урядом для переселення етнічних меншин одразу після закінчення війни (операція «Вісла»), та збройного придушення опозиції декілька разів: під час Познанських протестів 1956 року, польських протестів 1970 року та під час воєнного стану у Польщі в 1981—1983 роках. ПНА також брала участь у придушенні процесу демократизації у Чехословаччині в 1968 році, широко відомого як Празька весна. Того ж року маршала Польщі Мар'яна Спихальського попросили замінити Едварда Охаба як голову Державної ради, а генерала Войцеха Ярузельського, на той час начальника Генерального штабу, було названо його наступником. Ярузельський, відомий радянський лояліст, був призначений радянською владою, щоб переконатися, що довірена група офіцерів контролює одну з найменш довірених армій у Варшавському договорі.

### Республіка Польща

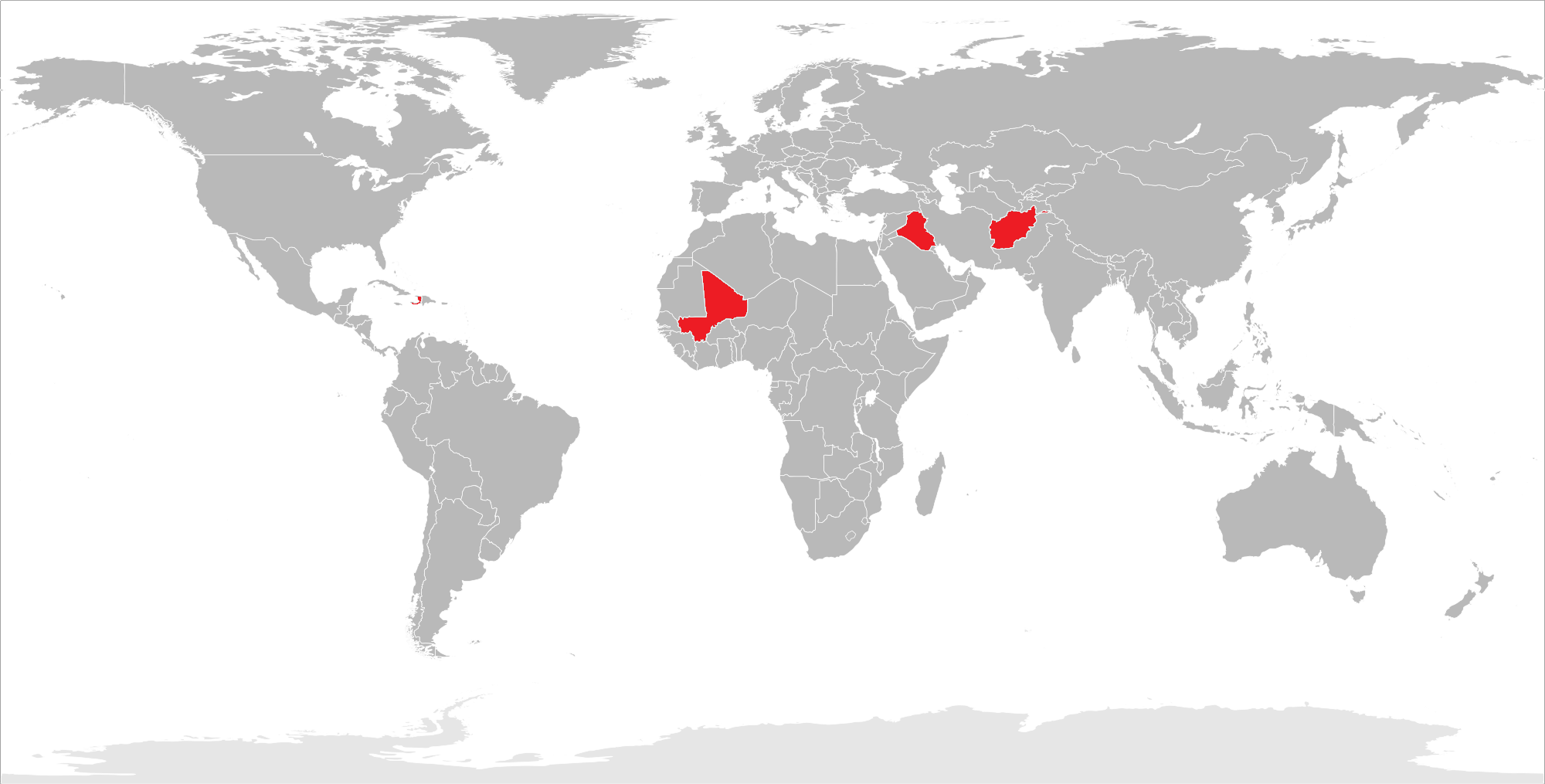
Польські військові інтервенції з 1990 року: Війна в Перській затоці, Операція «Підтримка демократії», Війна проти тероризму та Операція «Сервал»

Після січня 1990 року та розпаду комуністичного блоку назва збройних сил була змінена на «Збройні сили Республіки Польща» відповідно до нової офіційної назви польської держави. Після подальшого розпуску Варшавського пакту Польщу прийняли до НАТО 12 березня 1999 року, і польські збройні сили розпочали масштабну реорганізацію, щоб відповідати новим західним стандартам.

#### Залучення в Афганістані (2002—2014)
З 2002 до 2014 року польські військові сили входили до складу Сил коаліції, які брали участь у Міжнародній місії сприяння безпеці в Афганістані під проводом НАТО. Внесок Польщі в МССБ був найбільшим із моменту вступу країни в НАТО. Польські сили також брали участь у Війні в Іраку. Від 2003 до 2008 року польські військові сили командували багатонаціональною дивізією (MND-CS), розташованою у південно-центральній зоні окупації Іраку. Дивізія складалася з військ 23 країн і налічувала 8500 солдатів.

#### Вторгнення до Іраку (2003)
У березні 2003 року Збройні сили Польщі взяли участь у вторгненні до Іраку розгортанням сил спеціального призначення та корабля забезпечення. Після знищення режиму Саддама Сухопутні війська Польщі постачали бригаду та штаб дивізії для 17-національної Мультинаціональної дивізії Центр-Південь, частини очолюваних США Міжнародних коаліційних сил в Іраку. На піку Польща мала 2500 солдатів на півдні країни.

#### Миротворчі операції
Інші завершені операції включають 2005 «Swift Relief» у Пакистані, куди було направлено особовий склад, виділений Силами реагування НАТО. Персонал Сухопутних військ Польщі, відряджений до Пакистану, включав роту військових інженерів, взвод 1-го полку спеціального призначення та підрозділ матеріально-технічного забезпечення 10-ї бригади матеріально-технічного забезпечення. В інших місцях польські сили були направлені на місію MINURCAT у Чаді та Центральноафриканській Республіці (2007—2010).
Станом на 2008 рік Польща розгорнула 985 осіб у восьми окремих миротворчих операціях ООН. (Зона Сил ООН із нагляду за роз'єднанням, MINURSO, MONUC, UNOCI, UNIFIL, UNMEE, UNMIK, UNMIL та UNOMIG).

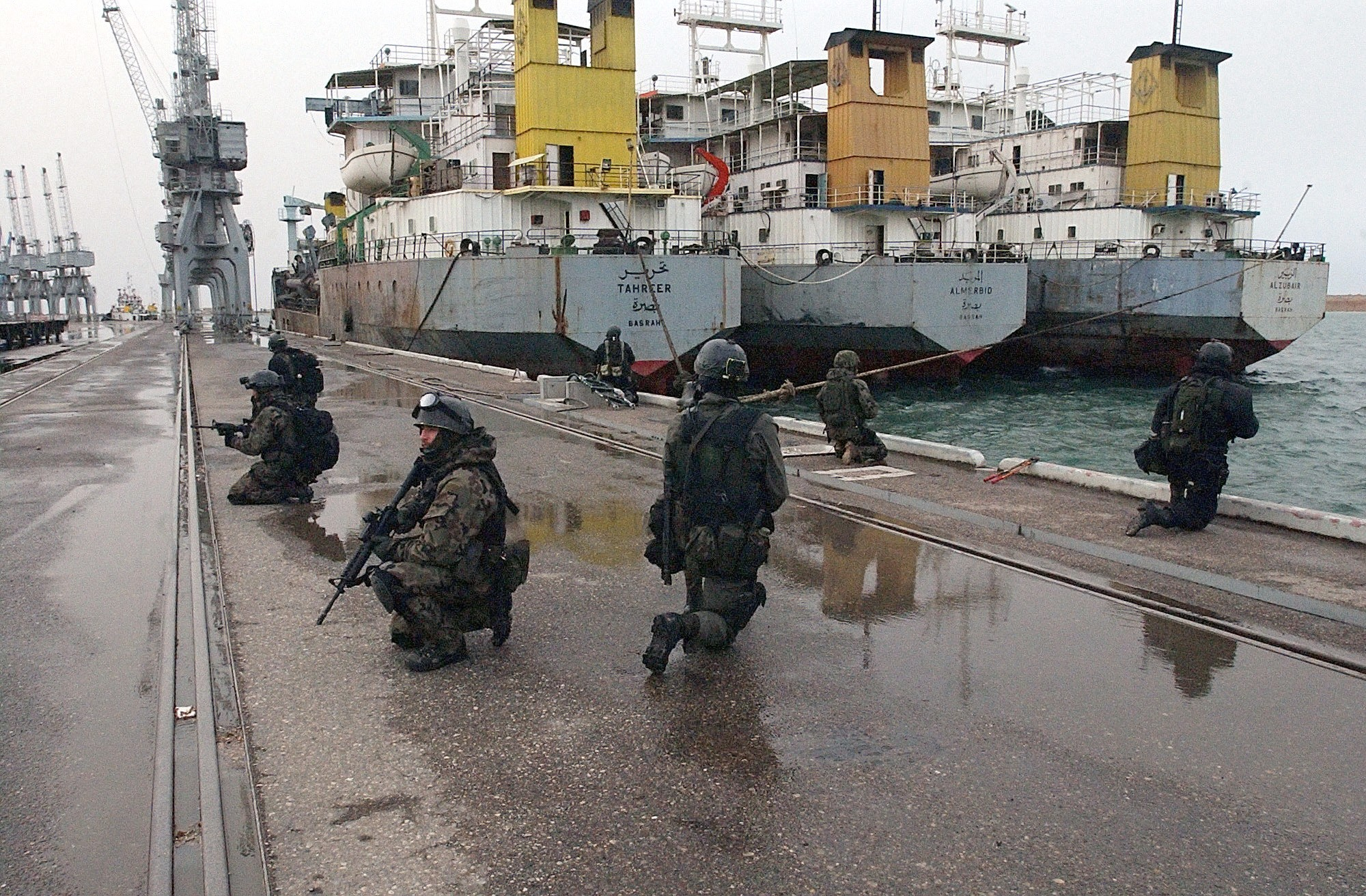
Підрозділ спеціальних операцій GROM охороняє ділянку порту в м.Умм-Каср в Іраку, 2003

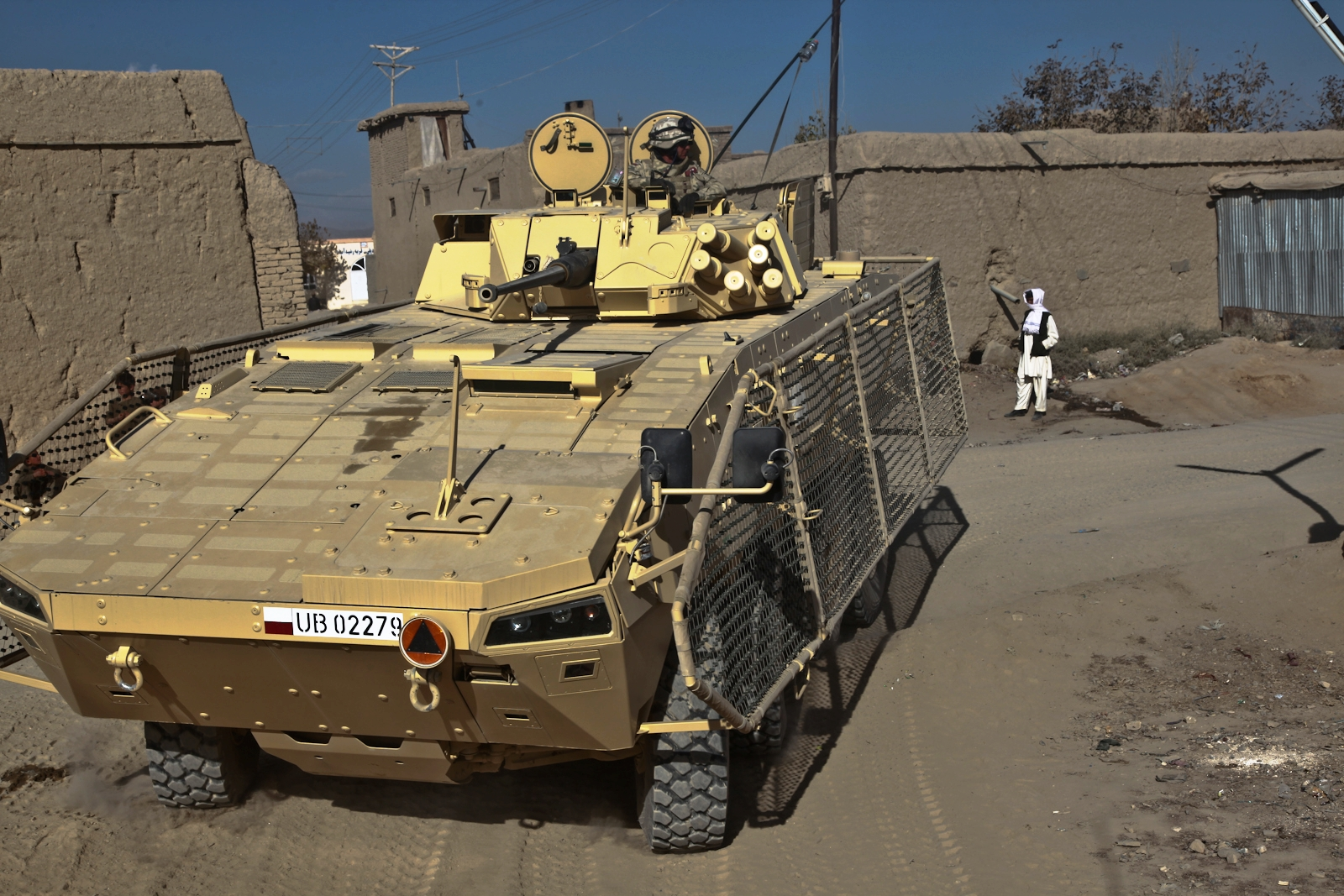
БТР Rosomak польської армії на патрулі в м.Газні, Афганістан, 2010

#### Повністю професійна армія (2010)
Польські збройні сили, створені раніше за стандартами Варшавського пакту, тепер повністю організовані відповідно до вимог НАТО. Польща також відіграє все більшу роль як головна європейська миротворча держава у світі завдяки різноманітним миротворчим акціям ООН і співпраці з сусідніми державами через багатонаціональні формування та підрозділи, такі як Багатонаціональний корпус Північний Схід та POLUKRBAT. З 1 січня 2010 року Збройні сили Республіки Польща перейшли на повністю контрактну систему комплектування.
10 квітня 2010 року Ту-154М ПС Польщі розбився під Смоленськом (Росія), коли прямував на церемонію вшанування Катинських розстрілів. На борту літака перебували президент (головнокомандувач), начальник штабу, усі чотири командувачі видів польської армії та ряд інших військових чиновників; всі були вбиті.
У 2014—2015 роках було створено Головне командування Збройних Сил та Оперативне командування Збройних Сил, які замінили попередні окремі структури військового управління.

#### Закон про захист Батьківщини (2022)
Частково вмотивований російським вторгненням в Україну в 2022 році, польський парламент одноголосно ухвалив Закон про оборону Батьківщини 17 березня 2022 року, а наступного дня його підписав президент Дуда. Відповідно до закону, Польща має намір приблизно вдвічі збільшити чисельність збройних сил до 300 тис. осіб, а також витратити на оборону щонайменше 3 % ВВП у 2023 році. Це включає збільшення розміру танкового парку шляхом додавання приблизно 1000 нових танків і додавання 600 нових гаубиць до сухопутних сил Польщі. Віцепрем'єр-міністр і міністр оборони Польщі Маріуш Блащак сказав, що метою Польщі є створення найпотужніших сухопутних сил серед усіх членів Організації Північноатлантичного договору в Європі.

## Наміри подвоїти чисельність дивізій та створити ракетно-артилерійський підрозділ
27  липня  2023 керівник Міністерства оборони Польщі Маріуш Блащак після підписання рішення про створення «академії HIMARS» і 1-ї ракетної оголосив про наміри створити ракетно-артилерійський підрозділ.
28 липня 2023 року польський віцепрем'єр Ярослав Качинський під час візиту до міста Кодень у Люблінському воєводстві заявив про наміри уряду збільшити чисельність дивізій польської армії з трьох до шести.

## Оснащення

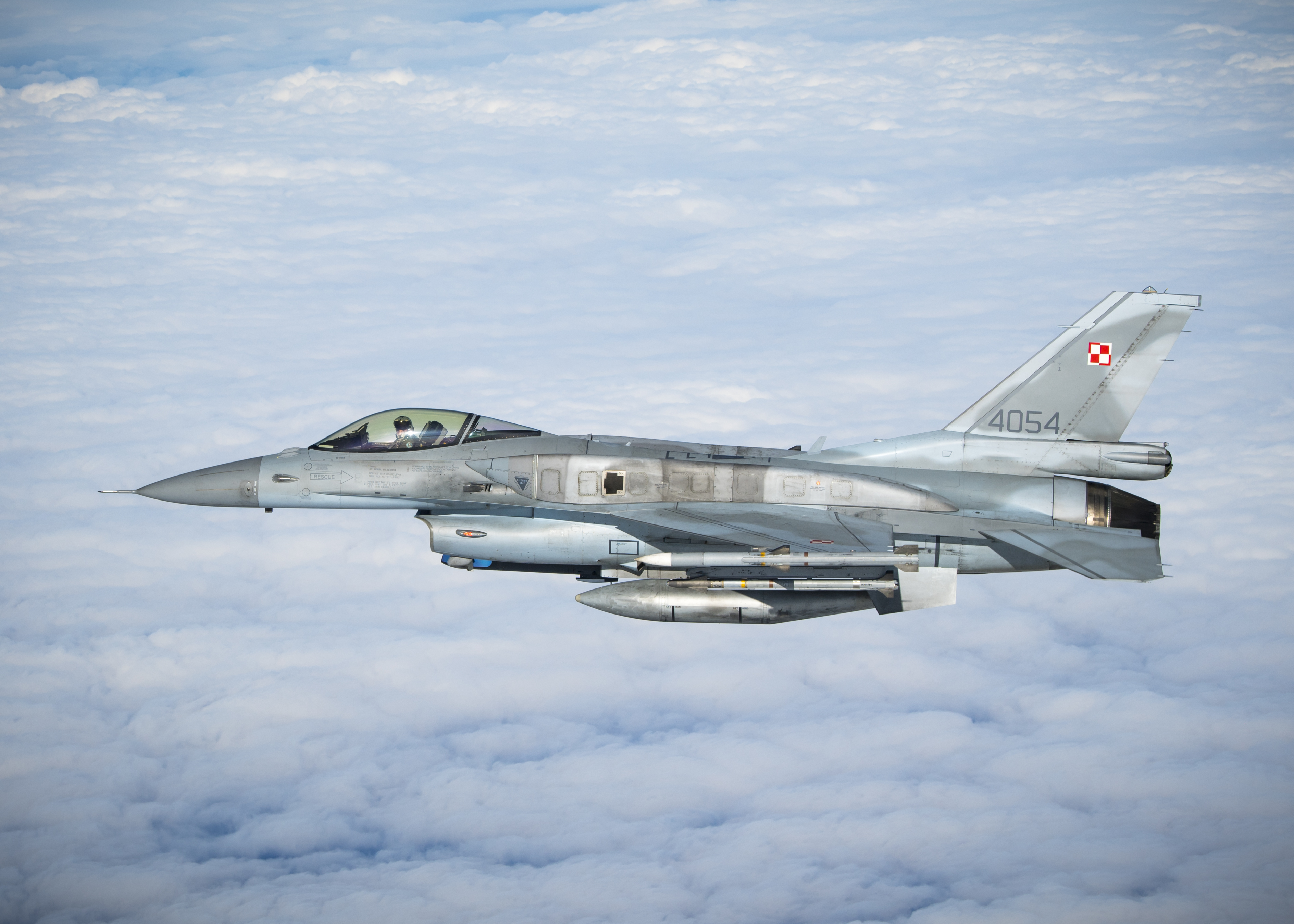
F-16C Бойовий Сокіл Повітряних сил Польщі під час військових навчань, 2019

З 2011 року збройні сили перебувають у процесі довгострокової програми модернізації. У планах — нові зенітно-ракетні комплекси, системи протиракетної оборони, навчально-тренувальний літак Lead-In Fighter Trainer (LIFT), середні транспортні та бойові гелікоптери, підводні човни, безпілотні літальні апарати, а також самохідні гаубиці. Запроваджено плани технічної модернізації на 2013—2022 роки. Протягом періоду виконання плану з 2013 по 2016 роки в технічну модернізацію було інвестовано 37,8 мільярдів злотих, або 27,8 % від військового бюджету періоду в 135,5 мільярдів злотих.

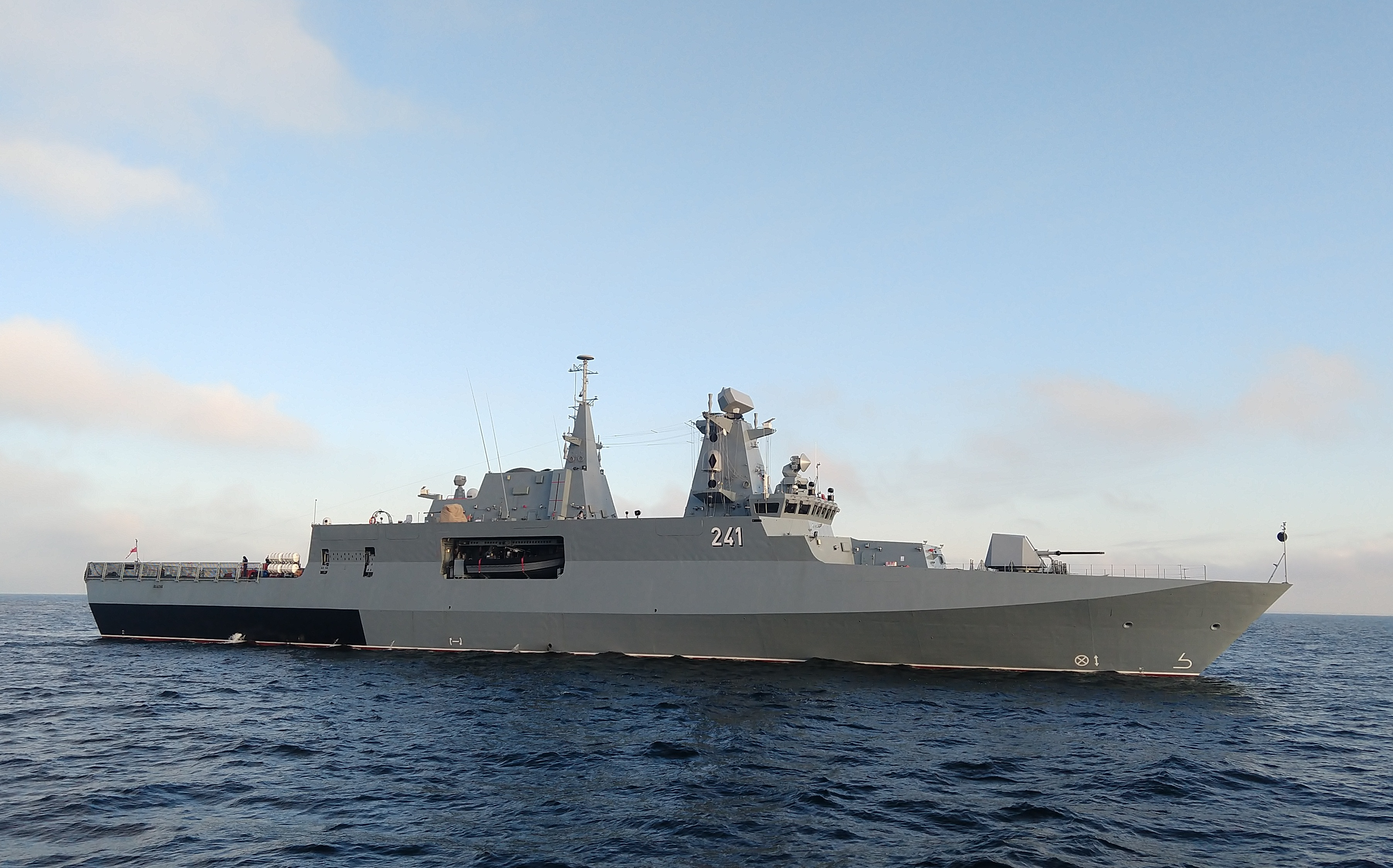
морське патрульне судно ORP Ślązak у Балтійському морі, 2015

До 2022 року також заплановано значні закупівлі військової техніки, на які Міністерство оборони виділить 61 мільярд злотих, запланованих витратити на подальшу модернізацію. Головною особливістю програми є придбання близько 1200 безпілотних літальних апаратів, у тому числі щонайменше 1000 з бойовими можливостями.
Крім того, планується закупити нові гелікоптери і системи протиповітряної оборони, а також п'ять легких кораблів для ВМС. Нові підводні сили будуть працювати спільно з партнером по НАТО, а загальні зусилля з оновлення та модернізації спрямовані на протиповітряну оборону, військово-морські сили, можливості ведення кібервійни, бронетанкові сили та сили територіальної оборони (матимуть 50 000 добровольців).

## Організація
Збройні сили Польщі складаються з 114 050 військовослужбовців. У 2020 році чисельність військ у п'яти різних видах була такою:
- Сухопутні війська (Wojska Lądowe): 61 200[22]
- Повітряні сили (Siły Powietrzne): 16 500[22]
- Військово-морські сили (Marynarka Wojenna): 7 000[22][23]
- Спеціальні сили (Wojska Specjalne): 3 500[22]
- Війська територіальної оборони (Wojska Obrony Terytorialnej): 32 000[24]

Усі п'ять видів підтримуються:
- Військова інфраструктура: 13 500,[25] включаючи:
  - Міністерство національної оборони (Ministerstwo Obrony Narodowej)
  - Центральне забезпечення[en]
  - Військове командування
  - Постачання[en] та військова логістика
- Військова жандармерія (Żandarmeria Wojskowa): 4 500[26]